# Жахливі батьки
«Жахливі батьки» (фр. Les Parents terribles) — чорно-білий французький фільм-драма  1948 року, зрежисований Жаном Кокто за його власним сценарієм.

## Сюжет
Івонн (Івонн Де Брей), яка одружена з інженером Жоржем, ніколи не виходить на вулицю і живе з чоловіком і сестрою Леоні в квартирі, яку в цій дивній сім'ї, що задихається в чотирьох стінах, називають «фургоном». В день, коли 22-річний син Івонн Мішель (Жан Маре) уперше в житті не ночує удома, через неувагу і від нервів Івонн мало не вводить собі смертельну дозу інсуліну замість звичайної щоденної. Повернувшись додому, Мішель повідомляє стривоженій матері, що знайшов жінку свого життя. Це дівчина Мадлен, що досі жила на утриманні у старого покровителя, але яка тепер вирішила з ним розлучитися. Івонн, для якої Мішель означає більше всього на світі, влаштовує скандал, але потім заспокоюється. Тим часом Жорж з жахом розуміє, що старий покровитель — це він. Він розповідає про це Леоні, і та вирішує взяти справу в свої руки. Спершу вона переконує Івонн, що треба негайно розшукати цю дівчину.
Сім'я у повному складі з'являється у будинку Мадлен, яка пристрасно любить Мішеля, але зберігає теплі дружні почуття до старого покровителя. Дізнавшись, що Жорж — батько Мішеля, вона непритомніє. Залишившись з Мадлен наодинці, Жорж погрожує розкрити таємницю і примушує її сказати Мішелю, що у неї є третій коханець, який її «утримує» і вимушений розірвати стосунки з іншими. Вона підкоряється і вимушена брехати. Жорж, Івонн і зневірена Мішель йдуть геть. Залишившись у квартирі, Леоні говорить Мадлен, що не схвалює шантаж, на який удався Жорж, і що відтепер вона переходить на її бік.

## В ролях
| Актор           | Роль          |
| --------------- | ------------- |
| Жан Маре        | Мішель        |
| Жозетт Дей      | Мадлен        |
| Івонн Де Брей   | Івон («Софі») |
| Марсель Андре   | Жорж          |
| Габріела Дорзіа | Леоні         |

## Нагороди
- 1948 — Жан Маре за роль Мішеля у фільмі став першим лауреатом премії Бамбі як найкращий іноземний актор.